# Codec LC3
Codec LC3 ( Low Complexity Communication Codec) est un codec audio LE (Low Energy)  introduit dans le Bluetooth 5.2 .

## A voir aussi
- Low Complexity Subband Codec
- Compression de données